# South Pasadena
|  | Per a altres significats, vegeu «South Pasadena (Florida)». |

South Pasadena és una ciutat del Comtat de Los Angeles a l'estat de Califòrnia. Segons el cens del 2000 tenia 24.292 habitants.

## Demografia
Segons el cens del 2000, South Pasadena tenia 24.292 habitants, 10.477 habitatges, i 6.003 famílies. La densitat de població era de 2.726,5 habitants/km².
Dels 10.477 habitatges en un 29,4% hi vivien nens de menys de 18 anys, en un 42,4% hi vivien parelles casades, en un 11,4% dones solteres, i en un 42,7% no eren unitats familiars. En el 34,9% dels habitatges hi vivien persones soles el 7,4% de les quals corresponia a persones de 65 anys o més que vivien soles. El nombre mitjà de persones vivint en cada habitatge era de 2,3 i el nombre mitjà de persones que vivien en cada família era de 3,05.
Per edats la població es repartia de la següent manera: un 22,6% tenia menys de 18 anys, un 6,8% entre 18 i 24, un 34,7% entre 25 i 44, un 24,5% de 45 a 60 i un 11,4% 65 anys o més.
L'edat mediana era de 37 anys. Per cada 100 dones de 18 o més anys hi havia 83,3 homes.
La renda mediana per habitatge era de 55.728 $ i la renda mediana per família de 72.039 $. Els homes tenien una renda mediana de 55.336 $ mentre que les dones 40.304$. La renda per capita de la població era de 32.620 $. Entorn del 3,6% de les famílies i el 6,1% de la població estaven per davall del llindar de pobresa.

## Persones il·lustres
- Joel McCrea (1905 - 1990) actor

## Poblacions properes
El següent diagrama mostra les poblacions més properes.